# Contratto a corpo
Un contratto a corpo (anche "a pacchetto") (forfait, fixed-price, turn key) è un contratto che fissa un importo predeterminato, senza tenere conto dei costi reali della realizzazione.
L'importo in genere viene calcolato stimando il costo necessario per completare il lavoro più un margine che permette al fornitore di avere un profitto invece che un semplice pareggio. Se il fornitore sarà capace di completare il lavoro con meno del budget previsto le risorse risparmiate faranno parte del profitto ottenuto; andando invece oltre il budget riduce il profitto teorico concordato potendo anche, teoricamente, ottenere una perdita. Questo è un forte incentivo alla diminuzione delle spese o dell'aumento dell'efficienza.
Per il cliente il vantaggio è di poter programmare una spesa certa e di non dover entrare nel merito contabile dei costi effettivi a consuntivo. Se l'importo associato alla realizzazione dell'opera (o servizio) è rilevante, cliente e fornitore possono accordarsi sul pagamento di rate, senza attendere il completamento dei lavori.
Questo tipo di accordo può essere considerato l'opposto del contratto a misura.

## Vendita a corpo
La vendita a corpo è un contratto di vendita in cui il prezzo del bene compravenduto è determinato unitariamente, a prescindere dalla misura o quantità dello stesso (che può essere o meno indicata nel contratto).
Nella legislazione italiana, così come afferma l'art. 1538 c.c.: "Nei casi in cui il prezzo è determinato in relazione al corpo dell'immobile e non alla sua misura, sebbene questa sia stata indicata, non si fa luogo a diminuzione o a supplemento di prezzo, salvo che la misura reale sia inferiore o superiore di un ventesimo rispetto a quella indicata nel contratto. Nel caso in cui dovrebbe pagarsi un supplemento di prezzo, il compratore ha la scelta di recedere dal contratto o di corrispondere il supplemento".